# الناصر داوود
الناصر داوود (انگلیسی: An-Nasir Dawud; 1206 – ۱۲۶۱ (۵۴−۵۵ سال))، امیر ایوبی دمشق در بین سال‌های ۱۲۲۷ تا ۱۲۲۹ میلادی و امیر کرک از ۱۲۲۹ تا ۱۲۴۸ میلادی بود.
الناصر داوود پسر المعظم عیسی، سلطان ایوبی دمشق از ۱۲۱۸ تا ۱۲۲۷ بود. پس از مرگ پدرش، الناصر موفق شد به سلطنت برسد، اما به زودی با مخالفت عمویش الکامل سلطان مصر مواجه شد که با فتح بیت‌المقدس و نابلوس به جنگ با وی پرداخت. الناصر از عموی دیگرش، الاشرف، فرمانروای حران درخواست کمک کرد. الاشرف اما به برادرزاده خود خیانت کرد و با الکامل به توافق رسید تا سرزمین‌های الناصر را بین خود تقسیم کنند. الاشرف دمشق و شمال را در اختیار خواهد گرفت، در حالی که الکامل کنترل فلسطین را در دست گرفت.
با این حال، الناصر، با فریب به موقع، به پایتخت خود دمشق، جایی که اواخر سال ۱۲۲۸ توسط ارتش عمویش محاصره شد، عقب‌نشینی کرد. محاصره تا ژوئن ۱۲۲۹، هنگامی که الاشرف سرانجام دمشق را تصرف کرد، طول کشید. الاشرف، گرچه به برتری برادر بزرگتر خود اذعان می‌کرد. اما با رساندن الناصر به امارت کراک در منطقه اردن، شکست الناصر را جبران کرد.
الناصر داوود سی سال دیگر بر کراک حکومت کرد. در سال ۱۲۳۹ او به مدت کوتاهی به شهرت رسید. هنگامی که پسر عمویش الصالح ایوب، پسر ارشد الکامل، که تازه به دلیل شورش از دمشق اخراج شده بود، به دست او افتاد. الناصر او را زندانی کرد و حاضر نشد او را به العادل دوم، برادر ایوب و سلطان مصر، بسپارد.
در نوامبر ۱۲۳۹، پیتر بریتانی (رهبر جنگ صلیبی بارونی) به کاروانی که از اردن به سمت دمشق حرکت می‌کرد، حمله کرد. الناصر خشمگین شده و به بیت‌المقدس رفت که تقریباً بدون دفاع بود. او شهر را اشغال کرده و پادگان و قلعه شهر در ۷ دسامبر تسلیم شد. با این حال، الناصر تلاش نکرد قدس را در دست بگیرد، بلکه فقط استحکامات را ویران کرد و به کراک عقب‌نشینی کرد.
در آوریل ۱۲۴۰، الناصر در نزاع با العادل دوم، ایوب را آزاد کرد و با وی در برابر مصری‌ها متحد شد و در مقابل ایوب قول داد که او را در دمشق دوباره منصوب می‌کند. العادل توسط نیروهای خود ترور شده و الصالح ایوب و الناصر در ماه ژوئن با پیروزی وارد قاهره شدند. با این حال، هنگامی که الناصر ماه آینده به کرک بازگشت، خود را در معرض حمله صلیبیون دید که با عمویش الصالح اسماعیل از دمشق که رقیب و دشمنش بود، متحد شده بودند. در همین حال، ایوب از وعده‌های خود مبنی بر منصوب نمودن الناصر در دمشق صرف نظر کرد و از نظر دیپلماتیک الناصر را منزوی کرد. الناصر برای حفظ زمین‌های خود، مجبور شد با عمویش اسماعیل و سپس با صلیبیون به توافق برسد.
در بهار ۱۲۴۱، ایوب با آتش‌بس با صلیبیون، لشکرکشی را برای تسخیر مجدد سوریه آغاز کرد. ارتش او با نیروهای الناصر در نبرد در غرب بیت‌المقدس روبرو شده و شکست خورد. با این حال، الناصر دوباره تغییر موضع داد و تسلیم ایوب شد. در دو سال آینده، الناصر با نبردهای مداوم علیه فرانک‌ها و گهگاه با عمویش اسماعیل نیز روبرو بود و از سوی ایوب کمک‌های ملموسی دریافت نکرد، بنابراین بار دیگر موضع خود را تغییر داد و به سراغ عموی خود اسماعیل رفت. در سال ۱۲۴۳، ورود نیروهایی از خوارزمشاهیان از شمال منجر به کنار گذاشتن حمله مشترک صلیبیون و دمشق به مصر شد و الناصر دوباره به کرک عقب‌نشینی کرد. 
هنگامی که ایوب در سال ۱۲۴۵ ارتش خود را برای بازپس‌گیری دمشق و فلسطین اعزام کرد، الناصر از سرزمین‌های خود در غرب اردن محروم شد، اما به او اجازه داده شد تا به سرزمین اصلی خود در آن سوی اردن حکومت کند. او تا سال ۱۲۴۸ به فرمانروایی بر کرک ادامه داد، تا اینکه سرانجام برکنار شد. او چند سال بعد، در ۱۲۶۱ درگذشت.